# Comuna Krîmske, Sloveanoserbsk
Krîmske (în ucraineană Кримське) este o comună în raionul Sloveanoserbsk, regiunea Luhansk, Ucraina, formată din satele Krîmske (reședința), Prîcepîlivka și Sokilnîkî.

## Demografie
Componența lingvistică a comunei Krîmske
     Rusă (86,01%)
     Ucraineană (13,99%)
Conform recensământului din 2001, majoritatea populației comunei Krîmske era vorbitoare de rusă (86,01%), existând în minoritate și vorbitori de ucraineană (13,99%).